# Filip al II-lea, Duce de Orléans, Regent al Franței
Filip al II-lea, Duce de Orléans (n. 2 august 1674, Saint-Cloud, Île-de-France, Franța – d. 2 decembrie 1723, Versailles, communauté d'agglomération Versailles Grand Parc⁠(d), Regatul Franței) a fost regent al Franței pentru Ludovic al XV-lea din 1715 până în 1723.
S-a născut la Saint-Cloud, ca fiul lui Filip al Franței, duce de Orléans și al celei de-a doua soții, Charlotte Elisabeth, Prințesă Palatină. A fost nepotul regelui Ludovic al XIV-lea al Franței. În timpul tinereții sale, era numit Filip Charles, Duce de Chartres, pentru a-l diferenția de tatăl său care avea același nume.

## Părinți
În martie 1661, tatăl său s-a căsătorit cu verișoara lui primară, Prințesa Henrietta a Angliei, cunoscută la Curte ca Madame. Căsătoria a fost furtunoasă; Henriette era o frumusețe renumită, care uneori a flirtat cu cei de la curtea de la Versailles. Tatăl lui Filip a fost homosexual ale căror legături cu bărbați au fost, de asemenea, bine cunoscute la curte.
Cu toate acestea, căsătoria a produs trei copii: Marie Louise d'Orléans, viitoarea regină a Spaniei, care a părăsit Franța în 1679 când Filip avea doar cinci ani; Philippe Charles, Duce de Valois (1664–1666); și Anne Marie d'Orléans, născută la Saint-Cloud în 1669, mai târziu a devenit soția regelui Victor Amadeus al II-lea al Sardiniei.
Madame Henriette a murit la Saint-Cloud în 1670 existând zvonuri că ar fi fost otrăvită de iubitul soțului ei, Cavalerul de Lorena, cei doi iubiți rămânând împreună până la moartea lui Filip în 1701; totuși autopsia a arătat că Henriette a murit de peritonită.
În anul următor, Ducele de Orléans s-a căsătorit cu Prințesa Elisabeth Charlotte, singura fiică a lui Carol I Louis, Elector Palatin și a Charlottei de Hesse-Kassel. Noua ducesă, care s-a convertit de la protestantism la catolicism chiar înainte de a intra în Franța, a fost populară la Curte. În scurtă vreme, în 1673, Prințesa a născut un băiat, Alexandre Louis d'Orléans, care a trăit puțin; în anul următor a născut un alt fiu, Filip Charles d'Orléans, viitorul Filip al II-lea de Orléans.

## Copilăria

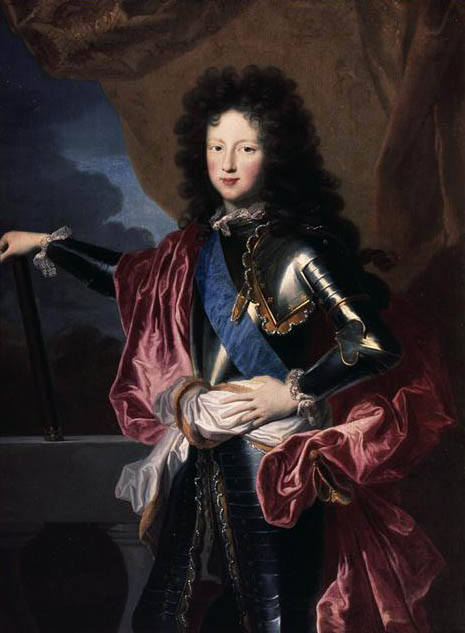
Filip in 1689 de Hyacinthe Rigault.

Filip Charles d'Orléans s-a născut la Castelul Saint-Cloud, situat la 10 km vest de Paris. Ca nepot al regelui Ludovic al XIII-lea al Franței, Filip a fost petit-fils de France. La naștere a primit titlu de Duce de Chartres iar formula de adresare era Monseigneur le duc de Chartres. Fiind al doilea fiu, nașterea sa n-a fost primită cu tot atât entuziasm ca nașterea Ducelui de Valois în 1673.
Filip era al patrulea în linia de succesiune la tronul Franței, după Louis, Delfin al Franței, propriul său tată și fratele său mai mare. Când Filip s-a născut, unchiul său, regele Ludovic al XIV-lea, era în culmea gloriei.
În 1676, fratele său mai mare, Ducele de Valois, a murit la Palatul Regal din Paris, Filip devenind moștenitorul Casei de Orléans; viitorii moștenitori ai Ducatului de Orléans vor fi cunoscuți sub titlu de Duce de Chartres (duc de Chartres) pentru următorul secol. În acel timp, mama sa era însărcinată cu Élisabeth Charlotte d'Orléans (1676–1744), viitoarea ducesă și regentă de Lorena. Élisabeth Charlotte și Filip au fost întotdeauna apropiați.
Ducele de Chartres a crescut la curtea privată a tatălui său de la Saint-Cloud și în Paris la Palatul Regal, reședința pariziană a familiei Orléans până la arestarea lui Philippe Égalité în aprilie 1793 în timpul Revoluției franceze. Palatul Regal era frecventat de, printre alții, Marie Anne Mancini, Ducesa de Bouillon, cercul libertin al tatălui lui Filip.

## Educația și cariera militară
Un program cu cea mai bună modalitate de a educa un prinț a fost întocmit exclusiv pentru el de către Guillaume Dubois, preceptorul său. Dubois a intrat în casa tatălui său în 1683 ca "sub-preceptor". Până în 1687, educația lui Filip a fost efectuată de respectatul profesor Nicholas-François Parisot de Saint-Laurent.
Fiecare curs de studiu predat ducelui de Chartres conținea "principii" sau "elemente" ale unui subiect. Unii dintre cei mai buni istorici, genealogi, oameni de știință și artiști din regat au participat la acest experiment de învățământ, care a început în jurul anului 1689. De exemplu, Filip a învățat fizică și matematică de la Joseph Sauveur și de la Étienne Loulié, a învățat teorii elementare de muzică și notație muzicală, plus elemente de bază de violoncel.
În mai 1685 ducele de Chartres, care avea 10 ani, și-a făcut prima apariție publică la Versailles; ocazia a fost sosirea la curtea Franței a Dogelui Genevei, Francesco Maria Lercari Imperiale. La 2 iunie 1686 Chartres a fost investit cu Ordinul Sfântului Duh la Versailles; în aceeași zi viitorul cumnat, Louis-Auguste de Bourbon, duce du Maine, de asemenea, s-a alăturat ordinului, așa cum făcuseră și verii săi Louis al III-lea, Prinț de Condé și François Louis, Prinț Conti.
Cu un an înainte să se căsătorească, în 1691, Chartres a avut prima experiență militară la Mons. A luptat cu curaj în Bătălia de la Steenkerque de la 3 august 1692 și în asediul din Namur. Anul următor a luptat în Bătălia de la Landen alături de prințul de Conti care a fost rănit.
Mai târziu a luptat în războiul spaniol de succesiune. Apoi i s-a dat comanda în campania din Italia (1706). A plecat în Spania unde a luat parte la Bătălia de la Almansa, un pas major în consolidarea Spaniei sub bourboni (1707).

## Căsătoria

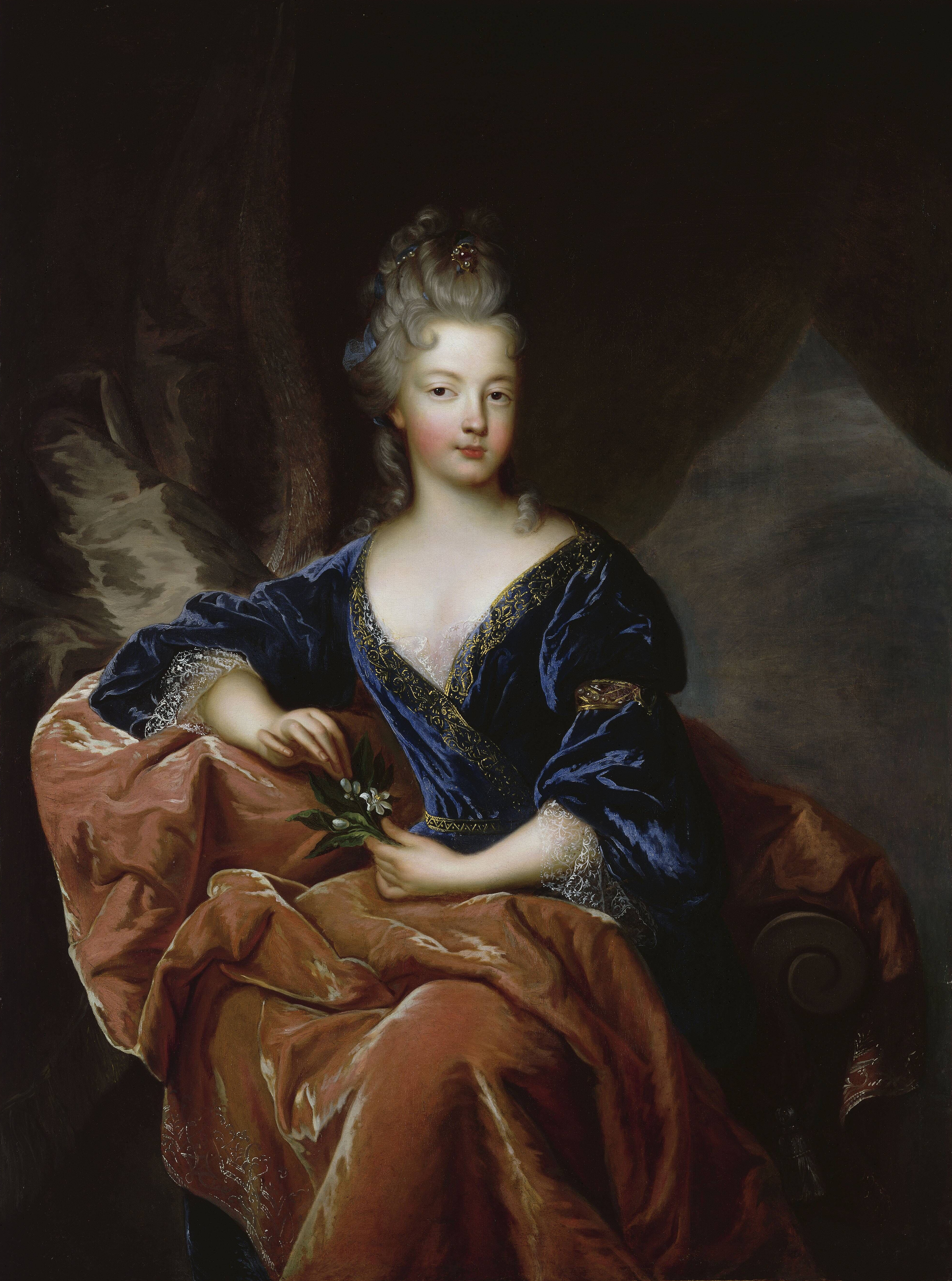
Soția lui Filip, mândra Françoise Marie de Bourbon, fiica cea mică a regelui Ludovic al XIV-lea și a metresei lui, Madame de Montespan; pictură de Troy.

Războaiele constante cu marile puteri din Europa făceau puțin probabilă o căsătorie cu o prințesă străină sau așa i-a spus regele Ludovic al XIV-a fratelui său, Monsieur, atunci când l-a convins s-o accepte pe fiica sa recunoscută, Françoise Marie de Bourbon (cunoscută sub numele de Mademoiselle de Blois), ca soție pentru Filip. Regele a oferit o zestre de două milioane de livre (nu vor fi plătiți până nu se sfârșește Războiul de Nouă Ani) precum și Palais-Royal pentru părinții mirelui.
Auzind că fiul ei a fost de acord cu căsătoria, mama lui Filip l-a plesnit peste față în fața Curții, a întors spatele regelui și a plecat. Cu toate acestea, la 18 februarie 1692, verii s-au căsătorit.
Ceremonia a avut loc la Palatul Versailles iar slujba a fost efectuată de către cardinalul de Bouillon. În 1685 cardinalul refuzase să ia parte la căsătoria dintre Ducele de Bourbon și sora lui Françoise Marie, Mademoiselle de Nantes și ca urmare a fost exilat însă rechemat pentru căsătoria dintre Ducele de Chartres și Françoise-Marie. După ceremonie, a urmat un banchet în Sala Oglinzilor în prezența tuturor prinților și prințeselor de sânge. Printre oaspeți a fost prezent și regele exilat Iacob al II-lea al Angliei și soția lui, Mary de Modena. Madame de Montespan nu a fost inviattă la nunta fiicei sale.
Tânărul cuplu, a fost nepotrivit de la început, nu s-au plăcut prea mult unul pe altul și curând Filip a început să-i spună soției sale Madame Lucifer. Totuși, ei au avut împreună opt copii dintre care șapte fete.
Au existat zvonuri în legătură cu o relație incestuoasă dintre duce și fiica lui, Marie Louise Élisabeth de Orléans.

Aceste zvonuri n-au fost niciodată confirmate. Ducele însuși a reacționat la ele printr-un comportament demonstrativ de afecțiune față de fiica sa în fața Curții. Zvonul a fost folosit de către opoziție în timpul perioadei sale ca regent și, a fost sursă de inspirație pentru cântece și poezii calomnioase.

## Viața la Curte
După decesul tatălui său în iunie 1701, Filip a moștenit ducatele de Orléans, Anjou, Montpensier și Nemours și principatul Joinville. Tatăl său a murit la Saint-Cloud după o ceartă cu Ludovic al XIV-lea în legătură amanta însărcinată a lui Chartres, Marie-Louise de Séry. De asemenea s-a spus că tatăl său s-a înfuriat pentru că Ludovic n-a plătit zestrea promisă pentru fiica sa și a suferit un paroxism.
De-a lungul vieții, Filip a avut mai multe amante; soția lui a preferat să trăiască în liniște la Saint-Cloud, Palais-Royal sau în casa ei de la Bagnolet.
După decesul prințului de Condé în 1709, rangul de prinț de sânge a trecut de la Casa de Condé la Casa de Orléans. În decembrie 1697, fiul Delfinului, Ludovic al Franței, s-a căsătorit cu Prințesa Marie-Adélaïde de Savoia, fiica cea mare a surorii vitrege a lui Filip. Căsătoria a fost negociată ca parte a Tratatului de la Torino care a sfârșit conflictul franco-savoiard din timpul Războiului de Nouă Ani. Noul cuplul au fost părinții a doi Delfini ai Franței, Ludovic, Duce de Bretania, care a murit în 1712 și Ludovic, Duce de Anjou, viitorul Ludovic al XV-lea.
În 1710, fiica cea mare a lui Filip, Louise Élisabeth d'Orléans s-a căsătorit cu vărul ei primar Charles, Duce de Berry, care era fiul cel mic al Marelui Delfin și deci avea un rang mai mare decât Ducele și Ducesa de Orléans. Cuplul Berry n-a avut copii care să trăiască mai mult de un an.
În 1711, Delfinul a murit la Meudon la vârsta de 49 de ani iar titlul a trecut fiului său, care a murit în 1712. În testamentul său, Ludovic al XIV-lea l-a numit pe Orléans președinte al consiliului de regență pentru tânărul rege Ludovic al XV-lea.

## Regent

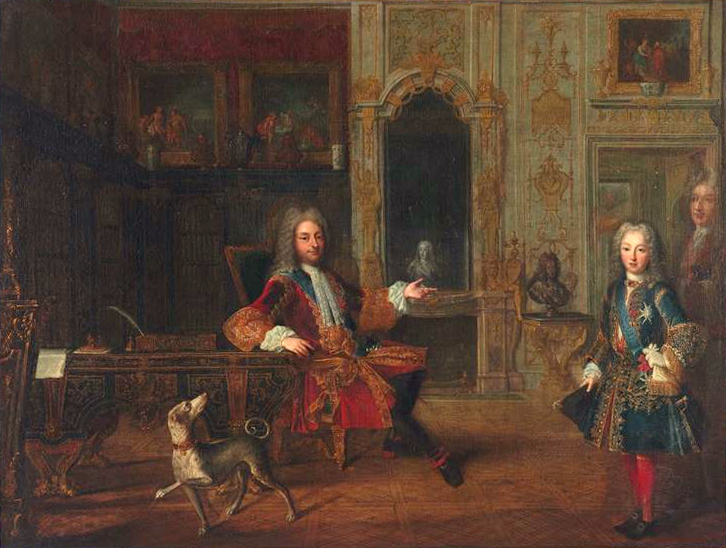
Ducele de Orléans și Ludovic al XV-lea.

La 29 iulie 1714, la insistențele soției sale morganatice, Madame de Maintenon, Ludovic al XIV-lea și-a crescut la rang de prinți de sânge copii nelegitimi, ceea ce le dădea dreptul să moștenească coroana dacă linia legitimă dispărea.. Deci, Louis-Auguste de Bourbon, Duce de Maine și Louis-Alexandre de Bourbon, Conte de Toulouse au fost oficial incluși în linia de succesiune în urma tuturor descendenților legitimi.
La 25 august 1715, cu câteva zile înainte de deces, Ludovic al XIV-lea a adăugat un codicil testamentului său prin care l-a numit pe Ducele du Maine comandant al casei civile și militare iar pe Villeroy ca secund al comandantului.
Ludovic al XIV-lea a murit la Versailles la 1 septembrie 1715 și a fost succedat de strănepotul său în vârstă de cinci ani, Ludovic al XV-lea. La 2 septembrie, Ducele de Orléans s-a întâlnit cu parlamentarii cu scopul de a anula codicilul regelui. După multe ședințe, Parlamentul  abrogă codicilul și îl confirmă pe Ducele de Orléans ca regent al Franței.
La 30 decembrie 1715, din cauza iernii aspre, regentul decide să-l mute pe micul Ludovic de la Castelul Vincennes la Palatul Tuileries din Paris, unde a locuit până la întoarcerea la Versailles în iunie 1722. Regentul a guvernat de la reședința sa pariziană, Palais-Royal.
Miniștrii au fost înlocuiți de consilii unde un loc preponderent i s-a asigurat nobilimii. Acest regim se aplica în Spania și se va aplica și în Prusia. Sistemul a eșuat în Franța în timpul regenței; din septembrie 1718, regentul l-a restabilit pe miniștri.
Filip a dezaprobat ipocrizia domniei lui Ludovic al XIV-lea și s-au opus cenzurii, ordonând retipărirea cărților interzise în timpul domniei unchiului său. Inversând din nou politicile unchiului său, Filip a format o alianță cu Anglia, Austria și Țările de Jos și a luptat într-un război de succes împotriva Spaniei, care a stabilit condițiile unei păci europene. În acest timp el a deschis canale diplomatice cu Rusia, care a dus la o vizită de stat a Țarului Petru cel Mare.
A jucat în câteva piese de teatru ale lui Molière și Racine, a compus o operă și a fost un pictor și gravor talentat. Deși era ateu, Filip a favorizat jansenismul, care, în ciuda condamnării Papei a fost acceptat de episcopii francezi.

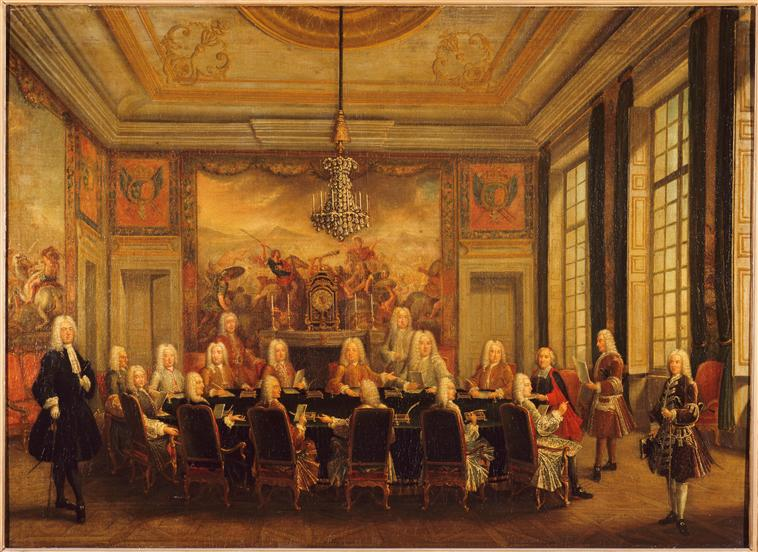
Consiliu de regență

La început, a scăzut impozitele și a eliberat 25.000 de soldați. Dar măsurile inchizitoriale pe care el le-a început împotriva finanțatorilor a condus la perturbări, în special în provincia Bretania unde s-a desfășurat o revoltă cunoscută sub numele de "Pontcallec Conspiracy". A admis operațiunile riscante ale bancherului John Law, care au dat faliment și au condus la o criză dezastruoasă în Franța.
La 6 iunie 1717, regentul a convins Consiliul de regență să achiziționeze de la Thomas Pitt cel mai mare diamant din lume de la vremea aceea, pentru Coroana Franței. Diamantul avea 141 carate (28,2 g) și s-a plătit pentru el suma de 135.000 £; a fost cunoscut sub numele Le Régent.
În 1719, Filip și-a pierdut fiica favorită, Marie Louise Élisabeth; a fost înmormântată la biserica Saint Denis. Trei ani mai târziu și-a pierdut mama, de care a fost foarte apropiat.
La 15 iunie 1722, Ludovic al XV-lea și curtea au părăsit Palatul Tuileries pentru Palatul Versailles unde tânărul rege voia să locuiască. Decizia a fost luată de Ducele de Orléans care, după căderea sistemului de drept avea sentimentul pierderii popularității în Paris. Filip a luat apartamentele ultimului Delfin la primul etaj al Palatului; apartamentele regelui erau deasupra. În același an, la 25 octombrie, Ludovic al V-lea în vârstă de 12 ani a fost uns rege al Franței la Reims.
Odată cu declararea majoratului regelui la 15 februarie 1723, Ducele a demisionat din funcția de regent. După decesul cardinalului Dubois la 10 august, tânărul rege i-a oferit Ducelui poziția de prim ministru, funcție pe care a deținut-o până la moartea sa, câteva luni mai târziu.
Regentul a murit la Versailles la  2 decembrie 1723 la vârsta de 49 de ani în brațele amantei sale, ducesa de Falari. Funcția de prim ministru a fost preluată de Ducele de Bourbon.

## Copii
| Imagine | Nume                             | Naștere           | Deces              | Note |
| ------- | -------------------------------- | ----------------- | ------------------ | --- |
|         | Mademoiselle de Valois           | 17 decembrie 1693 | 17 octombrie 1694  | a murit în copilărie |
|         | Marie Louise Élisabeth d'Orléans | 20 august 1695    | 21 iulie 1719      | s-a căsătorit cu Charles, Duce de Berry care era al treilea fiu al Marelui Delfin; au avut copii.                                         |
|         | Louise Adélaïde de Orléans       | 13 august 1698    | 10 februarie 1743  | Stareță de Chelles; nu s-a căsătorit niciodată, nu a avut copii.                                                                          |
|         | Charlotte Aglaé de Orléans       | 20 octombrie 1700 | 19 ianuarie 1761   | S-a căsătorit cu Francesco al III-lea d'Este, au avut copii.                                                                              |
|         | Louis d'Orléans                  | 4 august 1703     | 4 februarie 1752   | S-a căsătorit cu Auguste de Baden-Baden, au avut copii.                                                                                   |
|         | Louise Élisabeth d'Orléans       | 11 decembrie 1709 | 16 iunie 1742      | S-a căsătorit cu Ludovic I al Spaniei, nu au avut copii.                                                                                  |
|         | Philippine Élisabeth d'Orléans   | 18 decembrie 1714 | 21 mai 1734        | A murit la vârsta de 19 ani de variolă; a fost logodită cu infantele Carlos al Spaniei (viitorul rege Carol al III-lea); nu a avut copii. |
|         | Louise Diane d'Orléans           | 27 iunie 1716     | 26 septembrie 1736 | S-a căsătorit cu Louis François, Prinț Conti; a murit la naștere la vârsta de 20 de ani.                                                  |

Filip a avut câțiva copii nelegitimi cu câteva femei; trei dintre aceștia sunt cunoscuți:
- Cu Florence Pellerin:

1. Charles de Saint-Albin (1698–1764);

- Cu Marie Louise Le Bel de La Boissière:

1. Jean Philippe bâtard d'Orléans (1702–1748);

- Cu Christine Charlotte Desmares:

1. Angélique de Froissy (1702–1785).